# Ancien édifice de la douane de Victoria
L'Ancien édifice de la douane de Victoria (anglais : Old Victoria Custom House), aussi appelé édifice Malahat, est un ancien édifice de la douane (en) située à Victoria. Il s'agit d'un bâtiment de trois niveaux au toit mansardé de style Second Empire situé en surplomb du havre de Victoria. Il s'agit du premier édifice construit par le gouvernement fédéral dans la province de la Colombie-Britannique. Il a été désigné au patrimoine de la ville de Victoria en 1975 et désigné lieu historique national en 1987.